# Jodocus Hackmann
Jodocus Hackmann (* 23. August 1642 in Stade; † 4. Dezember 1710 in Osterholz) war ein deutscher Jurist. Er war Richter und Bürgermeister in Stade.

## Leben
Hackmann besuchte zunächst das Gymnasium von Stade, dann jenes in Hamburg, bevor er 1661 das Studium an der Universität Greifswald aufnahm. Dort studierte er Theologie und morgenländische Sprachen und trat mit je einer Rede in hebräischer und griechischer Sprache in Erscheinung. Bereits 1662 wechselte er an die Universität Königsberg, an der er sich dem Studium der Rechtswissenschaft widmete. Anschließend begleitete er preußische Edelleute als Hofmeister. 1668 wurde er mit der Dissertation De iure albinagii an der Universität Straßburg zum Lic. iur. graduiert. Am 28. Dezember 1671 wurde er dort außerdem zum Doktor der Rechte promoviert. Zu dieser Zeit hielt er sich in Speyer auf, um das Prozessrecht des Reichskammergerichts zu studieren. 
Hackmann kehrte in seine Heimat zurück. Er wurde dort 1672 Stadtrichter, 1676 Bürgermeister, Hofgerichtsassessor und Landrat und schließlich 1701 Justiz-, Hofgerichts- und Konsistorialrat. Er starb, als er gerade das Landgericht in Osterholz abhielt.
Hackmann erlangte insbesondere für seine Schrift Tractatus Iuridicus De Iure Aggerum größere Bekanntheit.

## Schriften (Auswahl)
- De iure albinagii. Welper, Straßburg 1668.
- Tractatus Iuridicus De Iure Aggerum = Von Teichen und Dämmen, und deren Gerechtigkeit. Holwein, Stade 1690.